# Papilio maackii
Papilio maackii är en fjärilsart som beskrevs av Ménétriès 1859. Papilio maackii ingår i släktet Papilio och familjen riddarfjärilar. Inga underarter finns listade i Catalogue of Life.

## Bildgalleri

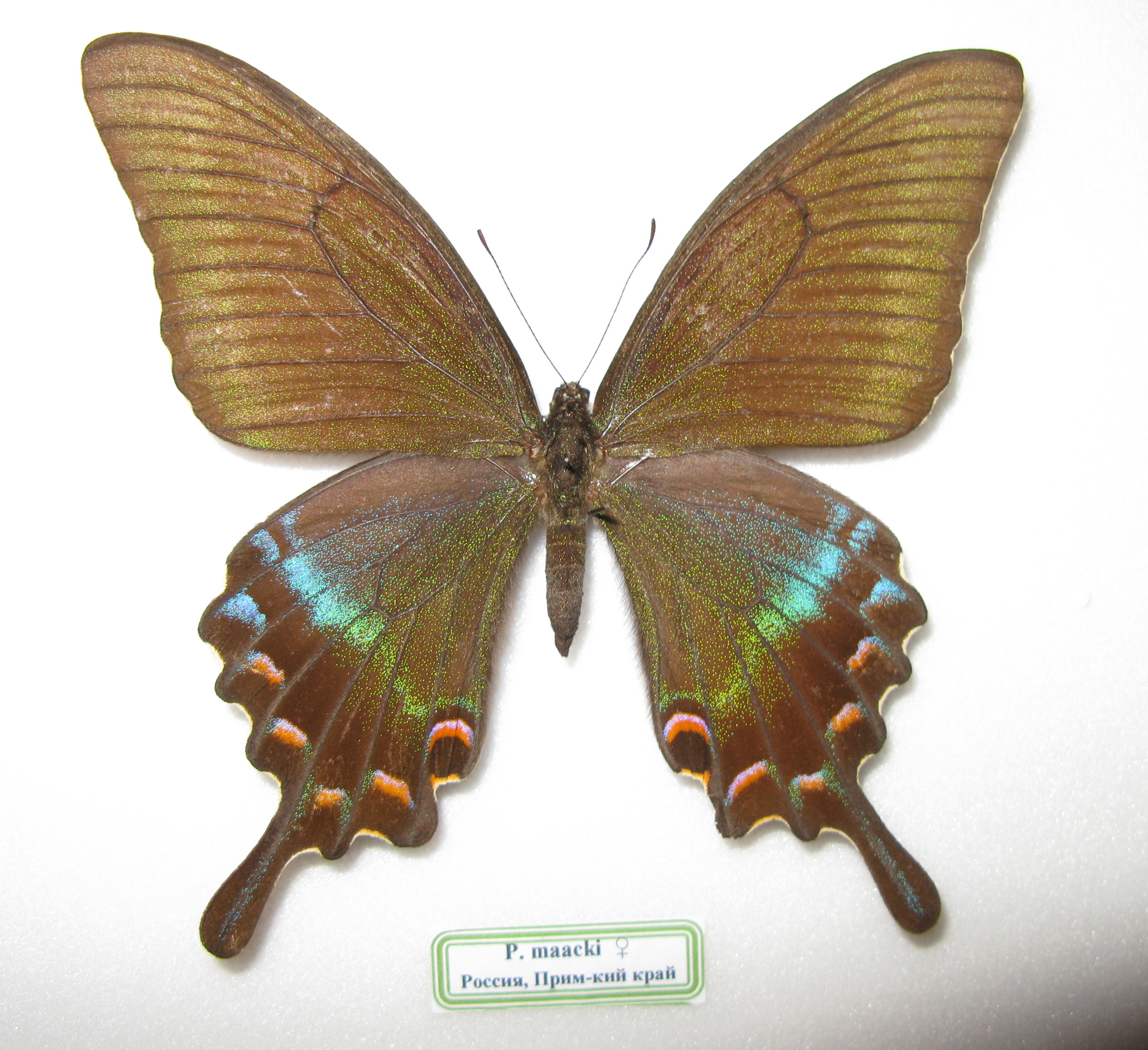
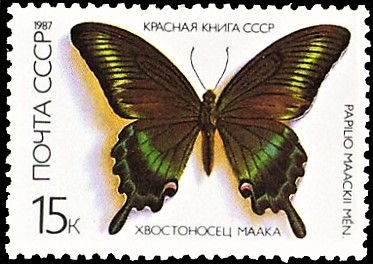